# Gesú Vecchio
El santuario-basílica del Gesù Vecchio es un templo católico en Nápoles, con el rango de basílica.

## Nombre
El templo se conoce usualmente como "Gesù Vecchio" debido a su dedicación original al Nombre de Jesús. La denominación de Vecchio se refiere a que posteriormente, debido a que en el marco de la expansión de la Compañía de Jesús en la ciudad de Nápoles, se construyó a poca distancia una nueva y mucho más grande iglesia, conocida como iglesia del Gesù Nuovo. Desde principios del siglo XIX también se conoce como dell'Immacolata di Don Placido (en español, de la Inmaculada de don Plácido) por la devota imagen que desde entonces presidió el templo.

## Historia
El templo fue fundado en 1554, como parte del primer colegio de la Compañía de Jesús en Nápoles. Cuatro años más tarde se iniciaron las obras bajo la dirección del jesuita Juan Tristán, arquitecto supervisor de los jesuitas. De 1568 a 1575 las obras fueron continuadas por Giovanni De Rosis, quien también inició la ampliación del colegio, siempre según el proyecto del arquitecto jesuita. El refectorio fue inaugurado en 1578 . Poco después, en 1583, Giuseppe Valeriano se hizo cargo de las obras del colegio durante aproximadamente veintidós años. Sin embargo, entre 1608 y 1623 la iglesia fue reconstruida según el proyecto del padre Pietro Provedi, siendo inaugurada en 1624.
Desde 1630 y a lo largo de los veinticuatro años siguientes, fueron realizadas varias obras de decoración del interior por  parte de Cosimo Fanzago, como las capillas de los brazos del transepto dedicadas a San Francisco Javier y a San Ignacio de Loyola; y la rampa que une el edificio del colegio con el atrio del templo. En 1678 Giovan Domenico Vinaccia rediseñó la tercera capilla, dedicada a Francisco de Borja (canonizado en 1672). Este mismo arquitecto, se encargaría de rediseñar la fachada en 1688. A mediados del siglo XVIII se produjo una renovación del interior en  estilo barroco tardío según diseño de Giuseppe Astarita.
En 1767 se produjo la expulsión de los jesuitas y el colegio fue transformado en una institución educativa de regio patronato conocida como Real liceo convitto y, posteriormente, en sede de la Universidad de Nápoles . Al mismo tiempo la misma iglesia se convirtió en sede de la parroquia de Santa Maria della Rotonda.
A principios del siglo XIX se reordenó el ábside con ocasión de la colocación de una famosa imagen de la Inmaculada, que había sido del presbítero Plácido Baccher. Los jesuitas volvieron a tomar posesión del colegio e iglesia entre 1804 y 1806. En 1849 el templo fue visitado por Pío IX, exiliado de los Estados Pontificios tras la proclamación de la República romana.
Hacia finales del siglo y principios del XX el templo fue incorporado al complejo universitario, tal como aparece hoy. En 1958 fue elevada a la dignidad de basílica menor. 
El templo resultó dañado durante el terremoto de 1980.

## Descripción

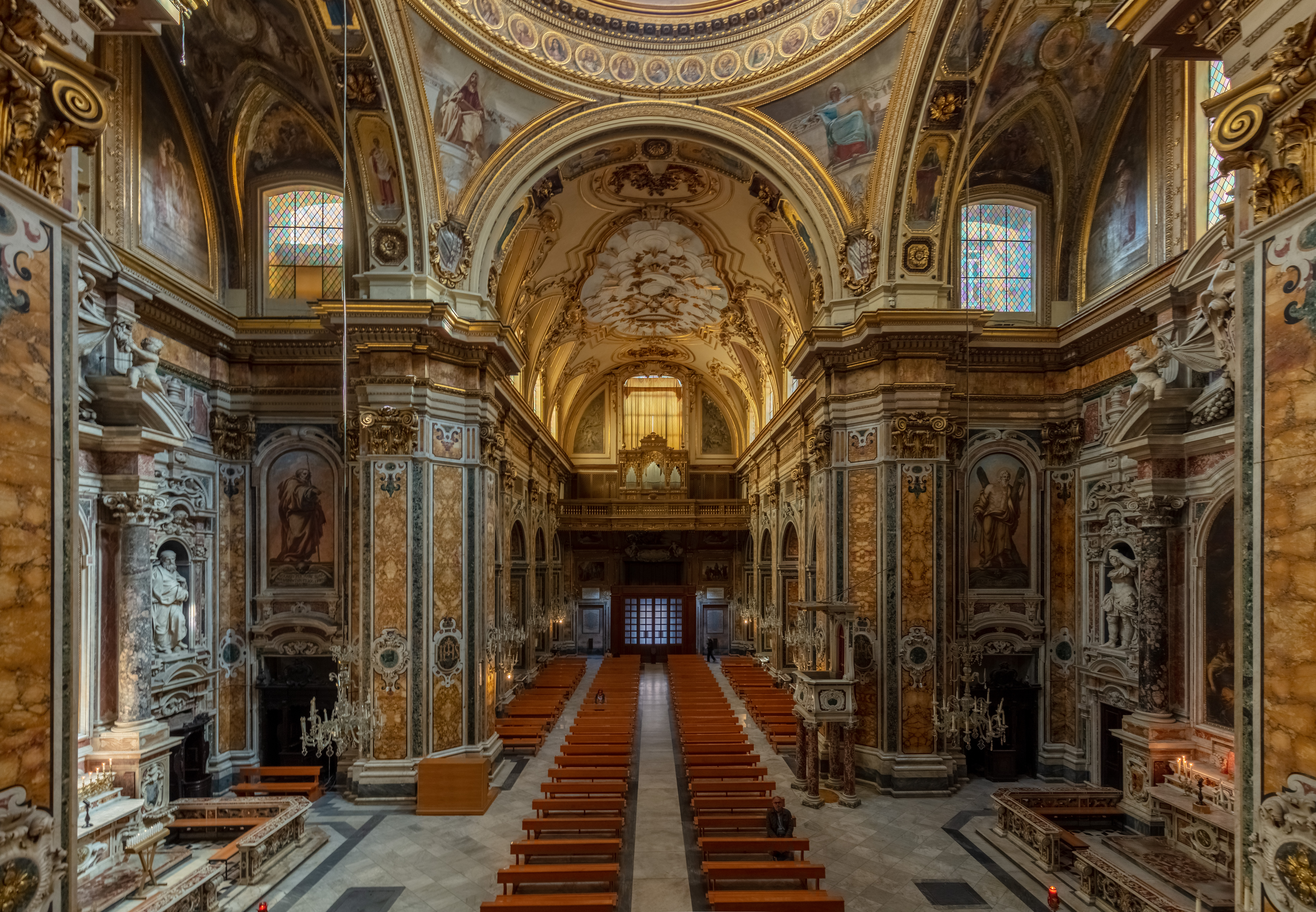
El interior hacia la contrafachada

La fachada del templo fue construida a finales del siglo XVII por Giovan Domenico Vinaccia en estilo barroco, con una forma ligeramente convexa: en el centro se encuentra la puerta de entrada, coronada por una gran ventana rectangular.
El interior de la iglesia presenta planta de cruz latina, con una sola nave y cuatro capillas a cada lado. Comenzando por la derecha, la primera capilla alberga tres pinturas de Andrea Malinconico, mientras que la segunda contiene dos lipsanotecas o armarios de reliquias. La tercera capilla, dedicada a San Francisco de Borja, presenta una rica decoración de mármol de Bartolomeo Ghetti, mientras que la estatua de mármol del santo que preside el altar de la capilla es obra de su hermano Pietro ; Finalmente los dos lienzos laterales se remontan al estilo de Lucas Jordán, obra de Domenico di Marino. La cuarta capilla contiene dos paneles de Marco Pino, que representan La Transfiguración y La Virgen con San Ignacio de Antioquía y San Lorenzo. La capilla derecha del crucero, dedicada a San Francisco Javier, fue diseñada por Cosimo Fanzago, autor también de las estatuas de Jeremías e Isaías, colocadas respectivamente a la derecha y a la izquierda del retablo de Cesare Fracanzano del santo que bautiza a los indígenas.
En la parte izquierda de la nave, la primera capilla contiene tres lienzos de Girolamo Cenatiempo, de este último también es La visión de Santa María Magdalena de' Pazzi en la capilla siguiente, donde también se coloca San Luis Gonzaga en la Gloria de Battistello Caracciolo, que data de 1627. En la tercera capilla destacan los dos lienzos laterales de Gennaro Abbate (alumno de Giuseppe Simonelli ) sobre Episodios de la vida de San Jenaro, mientras que la cuarta capilla está dedicada a San Estanislao de Kostka, representado en el lienzo central de Nicola Malinconico y en los dos laterales del Cenatiempo . La capilla izquierda del crucero está, en cambio, dedicada a San Ignacio de Loyola, fundador de la Compañía de Jesús; también obra de Cosimo Fanzago, quien no pudo realizar las estatuas de Gedeón y Josué, que luego fueron confiadas a Matteo Bottiglieri y después fueron colocadas al lado del retablo por Francesco Solimena.
La cúpula fue pintada al fresco a finales del siglo XIX por Onofrio Buccino, que también pintó los paneles entre la cúpula y la nave y brazos del crucero con los Apóstoles. Los frescos de la zona del ábside son de Vincenzo Paliotti .
Detrás del altar mayor, una doble rampa, caracterizada por una procesión de ángeles de estuco, conduce al gran ábside, en cuyo centro se encuentra la venerada estatua de madera de Inmaculada Concepción (esculpida por Nicola Ingaldi y perteneciente al presbítero napolitano Placido Baccher) que fue colocada a principios del siglo XIX.
Desde la capilla izquierda del crucero se accede a la antigua sacristía, donde se conserva una pintura Adoración de los Magos' de Pino y numerosas vitrinas que contienen antiguas estatuas de madera. En otra sala se encuentra la nueva sacristía, donde se conservan un lienzo de Francesco De Mura de la Virgen que indica el monograma de Cristo a San Luigi Gonzaga y un precioso belén con figuras que van del siglo XVII al XIX.